# Нижегородка (Ленінськ-Кузнецький округ)
Нижегоро́дка (рос. Нижегородка) — присілок у складі Ленінськ-Кузнецького округу Кемеровської області, Росія.

## Населення
Населення — 110 осіб (2010; 70 у 2002).
Національний склад (станом на 2002 рік):
- росіяни — 96 %